# 마르쿠 아우렐리오 마르틴스 이보
마르코 아우렐리오 마르틴스 이보(영어: Marco Aurélio Martins Ivo, shortly Marcos Denner , 1976년 3월 12일 ~ )은 브라질 출신의 축구 선수이다. K리그에서 등록명은 마르코를 사용하였으며 공격수로 활약하였다.

## 클럽 경력
안양 LG 치타스(현 FC 서울)에 2002년 입단하여 2002 시즌 한 시즌 동안 시즌 통산 20경기 4득점-8도움 (정규리그 23경기 5 득점-1도움 / 리그컵 9경기 4득점-0도움)의 기록을 남겼다.